# Progressione della migliore prestazione mondiale della marcia 5000 metri femminile

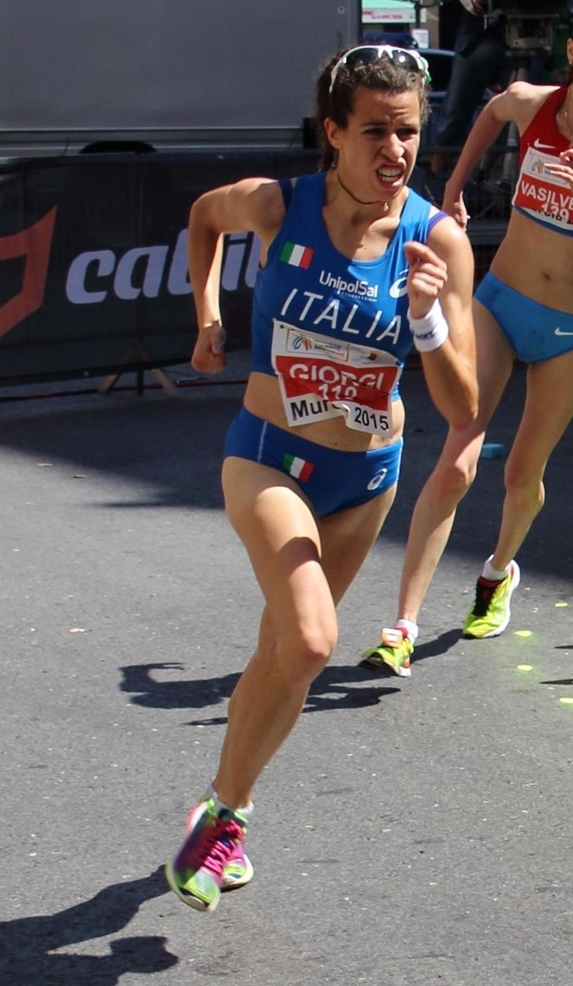
Eleonora Giorgi, detentrice della migliore prestazione mondiale della specialità

La voce seguente illustra la progressione della migliore prestazione mondiale della marcia 5000 metri femminile su pista di atletica leggera.
Non essendo una specialità ufficialmente ratificata dalla World Athletics, non prevede record mondiali ma migliori prestazioni mondiali.

## Progressione
| Tempo     | Atleta                  | Nazione          | Luogo                            | Data             | Note        |
| --------- | ----------------------- | ---------------- | -------------------------------- | ---------------- | ----------- |
| 22'50"0 m | Aleksandra Deverinskaya | Unione Sovietica | Leningrado, Unione Sovietica     | 24 luglio 1981   |             |
| 22'45"6 m | Sue Cook                | Australia        | Adelaide, Australia              | 24 aprile 1982   |             |
| 22'41"4 m | Aleksandra Deverinskaya | Unione Sovietica | Bergen, Norvegia                 | 5 maggio 1982    |             |
| 22'04"0 m | Olga Yarutkina          | Unione Sovietica | Dnipropetrovsk, Unione Sovietica | 21 agosto 1983   | [ 3 ]       |
| 21'51"85  | Giuliana Salce          | Italia           | L'Aquila, Italia                 | 1º ottobre 1983  |             |
| 21'40"3 m | Yan Hong                | Cina             | Bergen, Norvegia                 | 5 maggio 1984    |             |
| 21'36"2 m | Ol'ga Krištop           | Unione Sovietica | Penza, Unione Sovietica          | 4 agosto 1984    |             |
| 21'35"25  | Giuliana Salce          | Italia           | Verona, Italia                   | 19 giugno 1986   |             |
| 21'34"37  | Li Sujie                | Cina             | Pechino, Cina                    | 7 settembre 1986 |             |
| 21'26"5 m | Guan Ping               | Cina             | Tsingtao, Cina                   | 17 ottobre 1986  |             |
| 21'20"2 m | Yan Hong                | Cina             | Xinglong, Cina                   | 29 marzo 1987    |             |
| 20'55"76  | Kerry Saxby-Junna       | Australia        | Sydney, Australia                | 10 gennaio 1988  |             |
| 20'45"32  | Kerry Saxby-Junna       | Australia        | Perth, Australia                 | 27 marzo 1988    |             |
| 20'32"75  | Kerry Saxby-Junna       | Australia        | Brisbane, Australia              | 19 marzo 1989    |             |
| 20'17"19  | Kerry Saxby-Junna       | Australia        | Sydney, Australia                | 14 gennaio 1990  |             |
| 20'13"26  | Kerry Saxby-Junna       | Australia        | Hobart, Australia                | 23 febbraio 1996 |             |
| 20'02"60  | Gillian O'Sullivan      | Irlanda          | Dublino, Irlanda                 | 13 luglio 2002   |             |
| 20'01"80  | Eleonora Giorgi         | Italia           | Misterbianco, Italia             | 18 maggio 2014   | [ 1 ] [ 4 ] |